# Turouszczyna
Turouszczyna (biał. Туроўшчына; ros. Туровщина, Turowszczina) – wieś na Białorusi, w obwodzie witebskim, w rejonie dokszyckim, w sielsowiecie Berezyna. W 2009 roku była opuszczona.